# Рикман, Вячеслав Викторович
Вячеслав Викторович Рикман (28 февраля [11 марта] 1896, Брянск — 15 июля 1972, Москва) — лауреат Сталинской премии 1-й степени (1942). Похоронен на Даниловском кладбище.

## Биография
Родился в семье чиновника почтово-телеграфного ведомства.
Старший брат — Виктор (1887—1937), биолог, работавший вместе с И. П. Павловым.
В 1915 году окончил Брянское механико-техническое училище, которое в 1907 году окончил старший брат. Летом был мобилизован в армию. В декабре кончил краткосрочные артиллерийские курсы в Петрограде, в звании прапорщика служил на Кавказском фронте; был демобилизован.
С осени 1918 года учился в Московском университете (где с 1911 по 1916 учился на медицинском факультете его брат Виктор), затем в Харьковском университете и Институте народного хозяйства.
С июля 1925 г. работал Наркомате чёрной металлургии: старшим экономистом, начальником бюро главного инженера ГУМП НКТТ, учёным секретарём Технического совета НКЧМ СССР.
С 1941 г. работал в Институте металлургии Академии наук СССР. В годы войны работал в комиссии Академии наук по мобилизации ресурсов восточных районов на нужды обороны. За эту работу был удостоен Сталинской премии 1-й степени (1942) и ордена Красной Звезды (1945). С 1943 г. занимался также вопросами восстановления металлургических заводов в освобождённых районах, затем — развитием металлургической базы в районе Ленинграда. В 1947 г. исследовал пути развития металлургии Восточной Сибири в связи с использованием её гидроэнергетических ресурсов.
С 1948 г. читал лекции в Московском институте стали.
Член экспертной комиссии Госплана СССР.
Умер 15 июля 1972 г. (некролог был опубликован в газете «Московская Правда»).

## Научная деятельность
В 1943 г. защитил кандидатскую диссертацию.
Автор статей в газете «Moscow News».

### Избранные труды
- Производство и обработка стали: Ч. 1-. Ч. 3 и 4 / [Общая обработка рукописи выполнена ст. науч. сотр. Ин-та металлургии Акад. наук СССР В. В. Рикманом]. — 1947. — 744 с.

статьи
- Планирование завоза металлотоваров // Металл. — 1925/26. — № 10-12.
- О пятелетнем плане ж.д.транспорта // Металл. — 1927. — № 11.
- Проблема металлургии Урала // Металл. — 1930. — № 3-4.
- Восточная угольно-металлургическая база // Пути индустриализации. — 1931. — № 2.
- Стахановское движение и план чёрной металлургии 1936 // Плановое хозяйство. — 1936. — № 2.
- Проблема увеличения прокатного производства // Плановое хозяйство. — 1936. — № 9.
- Чёрная металлургия в III пятилетке // Советская металлургия. — 1937. — № 7.
- Чёрная металлургия и основная экономическая задача // Плановое хозяйство. — 1939. — № 7.
- Урал — новая марганцевая база // Вестник АН СССР. — 1943. — № 4-5.
- Проблемы восстановления чёрной металлургии // Вестник АН СССР. — 1944. — № 6.
- Техника чёрной металлургии за 25 лет // Сб. статей ОТН АН СССР. — 1945 (в соавт. с И. П. Бардиным)
- Проблемы Северо-западной металлургии // Плановое хозяйство. (в соавт. с И. П. Бардиным, А. Е. Пробстом)
- Проблемы Северо-Западной металлургии // Изд. АН СССР. — 1946 (в соавт. с И. П. Бардиным, А. Е. Пробстом)
- Промышленное развитие Западной Сибири // Геология Западной Сибири. — 1947 (в соавт. с А. Е. Пробстом)
- Чёрная металлургия в новой пятилетке // Наука и жизнь. — 1947. — № 2. (в соавт. с А. Е. Пробстом)
- Успехи металлургии СССР // Наука и жизнь. — 1948. — № 10 1948 (в соавт. с А. Е. Пробстом)
- Оценка Ангарно-Питского железорудного бассейна // Железорудные месторождения Ангаро-Питского бассейна. — изд. АН СССР, 1953.
- Железорудные месторождения Ангаро-Илимского района, как база чёрной металлургии // Железорудные месторождения Ангаро-Илимского района. — изд. АН СССР, 1953 (в соавт. с В. Б. Бродским)
- Металлургическая оценка ангаро-илимских руд там же // Железорудные месторождения Ангаро-Илимского района. — изд. АН СССР, 1953 (в соавт. с В. Б. Бродским, А. Я. Либерманом)
- Чёрная металлургия // БСЭ. — 2-е изд. — 1957. — Т. 47 (в соавт. с И. П. Бардиным)
- Работы Д. И. Менделеева в области металлургии // Д. И. Менделеев. Жизнь и труды. — Изд. АН СССР, 1957 (в соавт. с И. П. Бардиным)

## Награды
- Сталинская премия I степени (10 апреля 1942) — за работу «О развитии народного хозяйства Урала в условиях войны»[3]
- орден Красной Звезды (1945)